# Comté de Pettis
Le comté de Pettis, en anglais : Pettis County, est un comté du Missouri aux États-Unis. Le siège de comté se situe dans la ville de Sedalia. Le comté date de 1833 et fut nommé en hommage au sénateur Spencer Darwin Pettis (en). Selon le recensement des États-Unis de 2010, la population était constituée de 42 201 habitants, estimée, en 2017, à 42 558 habitants. 

## Géographie
Selon le bureau du recensement des États-Unis, le comté totalise une surface 1 778 km² dont 4 km² d’eau. 

### Comtés voisins
|                  | Comté de Saline |                 |
| Comté de Johnson | comté de Pettis | Comté de Cooper |
| Comté de Henry   | Comté de Benton | Comté de Morgan |

## Démographie
Lors du recensement de 2010, le comté comptait une population de 42 201 habitants. Elle est estimée, en 2017, à 42 558 habitants.

Pyramide des âges du comté de Pettis (Missouri) (2000).

Selon le recensement de 2000, sur les 39.403 habitants, on retrouvait 15.568 ménages et 10.570 familles dans le comté. La densité de population était de 22 habitants par km² et la densité d’habitations (16.963 au total)  était de 10 habitations par km². La population était composée de 92,06 % de blancs, de 3,04 %  d’afro-américains, de 0,38 % d’amérindiens et de 0,39 % d’asiatiques.
32,50 % des ménages avaient des enfants de moins de 18 ans, 53,3 % étaient des couples mariés. 26,3 % de la population avait moins de 18 ans, 9,3 % entre 18 et 24 ans, 27,9 % entre 25 et 44 ans, 21,1 % entre 45 et 64 ans et 15,4 % au-dessus de 65 ans. L’âge moyen était de 36 ans. La proportion de femmes était de 100 pour 94,4 hommes.
Le revenu moyen d’un ménage était de 31.822 dollars.

## Villes et cités
| - Green Ridge - Houstonia | - Hughesville - Ionia | - La Monte - Sedalia | - Smithton - Windsor |

### Routes principales
- U.S. Route 50
- U.S. Route 65
- Missouri Route 52
- Missouri Route 127
- Missouri Route 135